# 喀蘭圖
喀蘭圖（？—1673年），清朝官員，蒙古正黃旗人。鄂尔多斯哈尔济农家族奇塔特伟征、额尔格勒珠尔的弟弟。

## 任職履歷
- 与兄长归附清太宗皇太极，授予世职一等阿达哈哈番。
- 顺治年间，多尔衮摄政，他忠心保护顺治帝。
- 康熙八年（1669年）二月，理藩院尚書。
- 康熙十年五月十一日（1671年6月17日），解尚書職，授內大臣。加太子太保銜。
- 康熙十二年（1673年），卒。諡號敏壯。

## 后代
- 察珲兼。袭爵位。康熙十三年，讨伐吴三桂，战死。

## 延伸阅读
[在维基数据编辑]
 《清史稿·卷229》，出自趙爾巽《清史稿》